# Театар Сан Карло
Театар Сан Карло (итал. Il Real Teatro di San Carlo, Teatro di San Carlo) је оперска кућа у Напуљу у Италији. Првобитно се звао Краљевско позориште у Сан Карлу, по династији Бурбон. Повезан је са краљевском палатом. Најстарија је континуирано активна оперска кућа на свету. Отворена је 1737. године, деценијама пре Миланске скале или венецијанске Ла Фениче.
Сезона опере траје од краја јануара до маја, а балетна сезона траје од априла до почетка јуна. Оперска кућа је некада имала капацитет за 3285 посетилаца, али је сада смањен на 1386 места. С обзиром на његову величину, структуру и историју, то је био модел позоришта која су касније грађена у Европи.

## Историја
По наруџби напуљског краља Карлоса III од Шпаније, Напуљ је обдарен новим и већим позориштем које је заменило старо, оронуло и премало из 1621, који је од тада користило граду, посебно након што се Скарлати тамо преселио 1682. године и почео да ствара важан оперски центар који је постојао и током 1700-их. Позориште Сан Карло отворено је 4. новембра 1737, на краљев имендан. Прве сезоне истакли су краљевску склоност плесу, а међу извођачима су били познати кастрати.
Крајем 18. века, Кристоф Вилибалд Глук је позван у Напуљ да у позоришту режира своје Титово милосрђе (Clemenza di Tito) из 1752, а Јохан Кристијан Бах 1761/62. донео је две опере, Катон у Утици (Catone in Utica) и Александар у Индији (Alessandro nell'Indie).